# سووا یوریمیتسو
سووا یوریمیتسو (به ژاپنی: 諏訪 頼満 Suwa Yorimitsu); ۱ ژانویهٔ ۱۴۸۰ – ۱ ژانویهٔ ۱۵۴۰) سامورایی اهل ولایت شینانو ژاپن بود. او پدر همسر اصلی تاکاتوئو یوریتسوگو بود. او رهبر خاندان سووا، پدر سووا یوریتاکا و پدربزرگ سووا یوریشیگه بود.
منطقه ای که تحت کنترل یوریمیتسو بود، دریاچه سووا در ولایت سووا بود.
به دلایل نامعلومی توسط ملازمان خود کشته شد سرانجام رهبر بسیار توانمندی بود که ولایت سووا را بسیار تقویت کرد.